# Vavro Šrobár
Vavro (Vavrinec Ján) Šrobár (Liszkófalu, 1867. augusztus 9. – Olomouc, 1950. december 6.) orvos, író, a szlovák nemzeti mozgalom harcosa, csehszlovák miniszter. 

## Élete
1906 végén a rózsahegyi bíróságon magyarellenes izgatásért Hlinkával és más Szlovák Nemzeti Párt tagokkal együtt egy év fogházra ítélték.
1918-ban a Csehszlovák Nemzeti Bizottság egyik alapítója.
1919 januárjában a város elfoglalása után átvette Pozsony irányítását. 1919. január 8-án a Szlovákia irányításával megbízott teljhatalmú miniszterként feloszlatta az 1918. október 30. után létrejött szlovák nemzeti tanácsokat. 1919. március 25-én miniszteri minőségében a magyar tanácsköztársaság kikiáltása miatt Szlovákia "területén" rendkívüli állapotot hirdetett ki.
1935-től professzor lett.
A szovjet felszabadítás után az első csehszlovák kormány pénzügyminisztere lett. Az 1946-ban alakult Szabadságpárt első elnökévé választották. 1948-ban belépett a Csehszlovák Kommunista Pártba.
A Matica slovenská tagja volt. A pozsonyi Szent András temetőben nyugszik.

## Elismerései
- Tomáš Garrigue Masaryk-rend

## Emlékezete

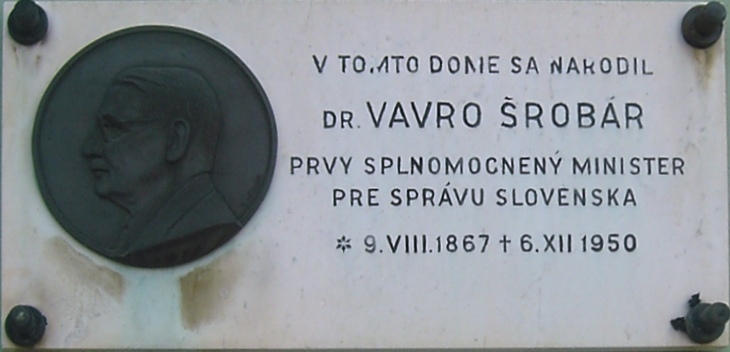
Emléktáblája
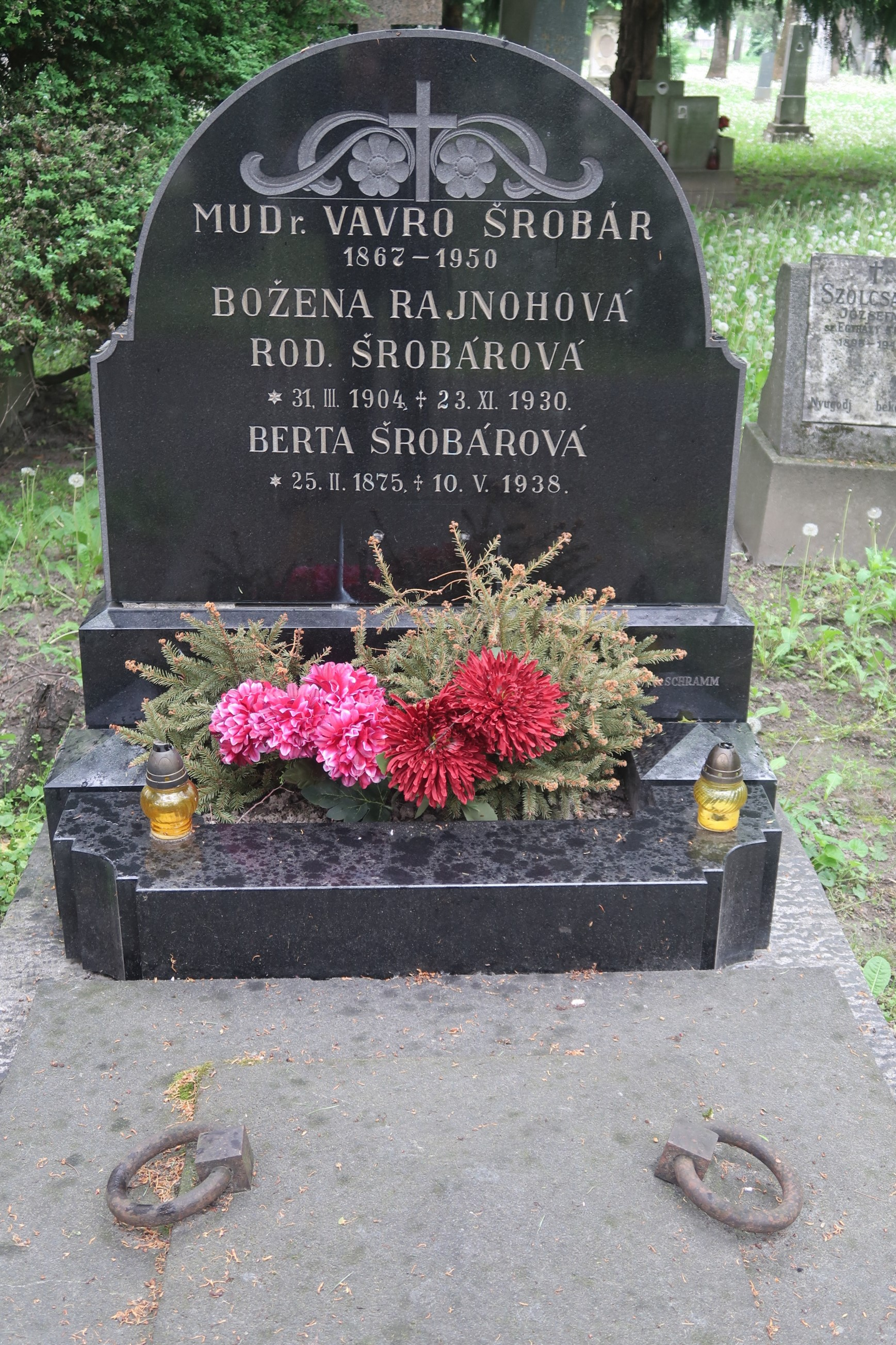
Sírja

- Szülőháza helyén emléktábla áll.
- Róla kapta szlovák nevét Szilasháza
- Emléktábla Trencsénteplicen

## Művei
- 1890 Dedinské rozprávky. Trnava.
- 1898 Naše snahy. Hlas 1898
- 1900 Maďarizácia. Hlas 1900
- 1901 O československej vzájomnosti. Prúdy 1901
- 1902 Vzájomnosť československá. Hlas 1902
- 1909 Ľudová zdravoveda. Martin.
- 1913 Viera a veda. Prúdy 1913
- 1919 Vláda ľudu v demokracii.
- 1920 Boj o nový život. Ružomberok.
- 1922 Pamäti z vojny a väzenia. Praha.
- 1928 Osvobodené Slovensko. Praha.
- 1946 Z môjho života. Praha.